# Муту, Олег
Олег Муту (рум. Oleg Mutu; род. 22 июля 1972 года, Кишинев) — румынский кинооператор и продюсер.

## Биография
Родился в Кишиневе. Работал на телевидении, в отделе спорта. Получил операторское образование в Институте театра и кино в Бухаресте, с тех пор его жизнь и карьера неразрывно связаны с Румынией.

## Карьера
Во время учебы в институте начал снимать короткометражные фильмы. Первым полным метром в его фильмографии стала картина «Смерть господина Лазареску».
Муту был оператором и сопродюсером фильма режиссера Кристиана Мунджиу «4 месяца, 3 недели и 2 дня», который в 2007 году получил Золотую Пальмовую ветвь Каннского фестиваля.
Много сотрудничает с русскоязычными режиссерами — Сергеем Лозницей, Александром Миндадзе. Русский язык Муту изучал в школе, и, по его словам, всегда был связан с русской культурой.

## Избранная фильмография
| Год  |   | Русское название           | Оригинальное название         | Роль               |
| ---- | - | -------------------------- | ----------------------------- | ------------------ |
| 2005 | ф | Смерть господина Лазареску | Moartea domnului Lăzărescu    | оператор           |
| 2007 | ф | 4 месяца, 3 недели и 2 дня | 4 luni, 3 săptămâni și 2 zile | оператор           |
| 2009 | ф | Сказки золотого века       | Amintiri din epoca de aur     | оператор, продюсер |
| 2010 | ф | В субботу                  | В субботу                     | оператор           |
| 2010 | ф | Счастье мое                | Счастье мое                   | оператор           |
| 2012 | ф | За холмами                 | Dupa dealuri                  | оператор           |
| 2012 | ф | В тумане                   | В тумане                      | оператор           |
| 2013 | ф | Длинные светлые дни        | Grzeli nateli dgeebi          | оператор           |
| 2013 | ф | Нижняя граница неба        | La limita de jos a cerului    | оператор           |
| 2013 | ф | С мамой                    | Sa mamom                      | оператор           |
| 2015 | ф | Милый Ханс, дорогой Пётр   | Милый Ханс, дорогой Пётр      | оператор           |
| 2015 | ф | Горизонт                   | Orizont                       | оператор           |
| 2015 | ф | Вместе навсегда            | Together For Ever             | оператор           |
| 2016 | ф | Соединенные штаты любви    | Zjednoczone stany milosci     | оператор           |
| 2017 | ф | Кроткая                    | Кроткая                       | оператор           |
| 2018 | ф | Донбасс                    | Донбасс                       | оператор           |
| 2020 | ф | Предвыборная кампания      | Berliner                      | оператор           |
| 2020 | ф | Паркет                     | Паркет                        | оператор           |

## Награды
- Орден «За заслуги» III степени (11 сентября 2021 года, Украина) — за значительный личный вклад в развитие киноискусства, весомые творческие достижения, высокое профессиональное мастерство и по случаю Дня украинского кино[2].
- «Белый слон» 2016 — за лучшую операторскую работу (картина «Милый Ханс, дорогой Петр»).